# Grue à tour
Pour les articles homonymes, voir grue.

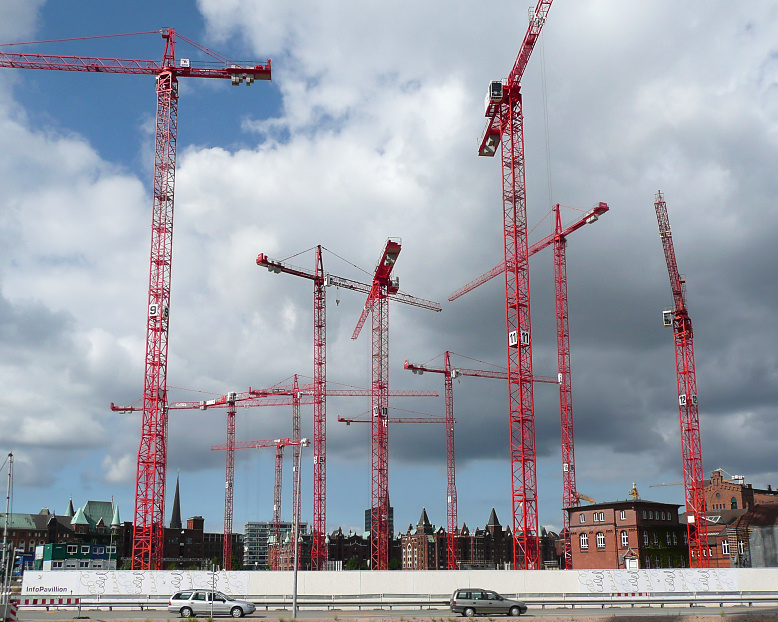
Grues à tour dans un chantier.

Une grue à tour est un appareil de levage et de manutention. C'est un type de grue servant sur les chantiers à la construction d’infrastructures et de bâtiments ; on la trouve également sur les chantiers navals.

## Description
À la fin des années 1940, diverses inventions permettent de commercialiser les premières grues à tour (une tour verticale et une flèche horizontale), concept assimilé à Faustin Potain à l'international. Une grue à tour est généralement caractérisée par une structure en treillis (quelques exceptions sur des petites grues à montage rapide).
Les grues à tour lèvent les charges au moyen d'un système de palan, le moufle inférieur étant muni d'un crochet, le supérieur étant solidaire de la structure (en général un chariot se déplace sur la flèche, sauf dans le cas des grues à flèche relevable où le moufle est fixe en bout de flèche). Le câble de levage est relié à un treuil.
Les mouvements effectués par la grue sont :
- le levage et la descente de la charge ;
- la distribution de la charge par déplacement du chariot sur la flèche ou la montée et descente de la flèche (cas des grues à flèche relevable) ;
- l'orientation ;
- la translation de l'ensemble de la grue sur des rails ou voie de grue lorsque la grue est équipée de bogies.

## Typologie

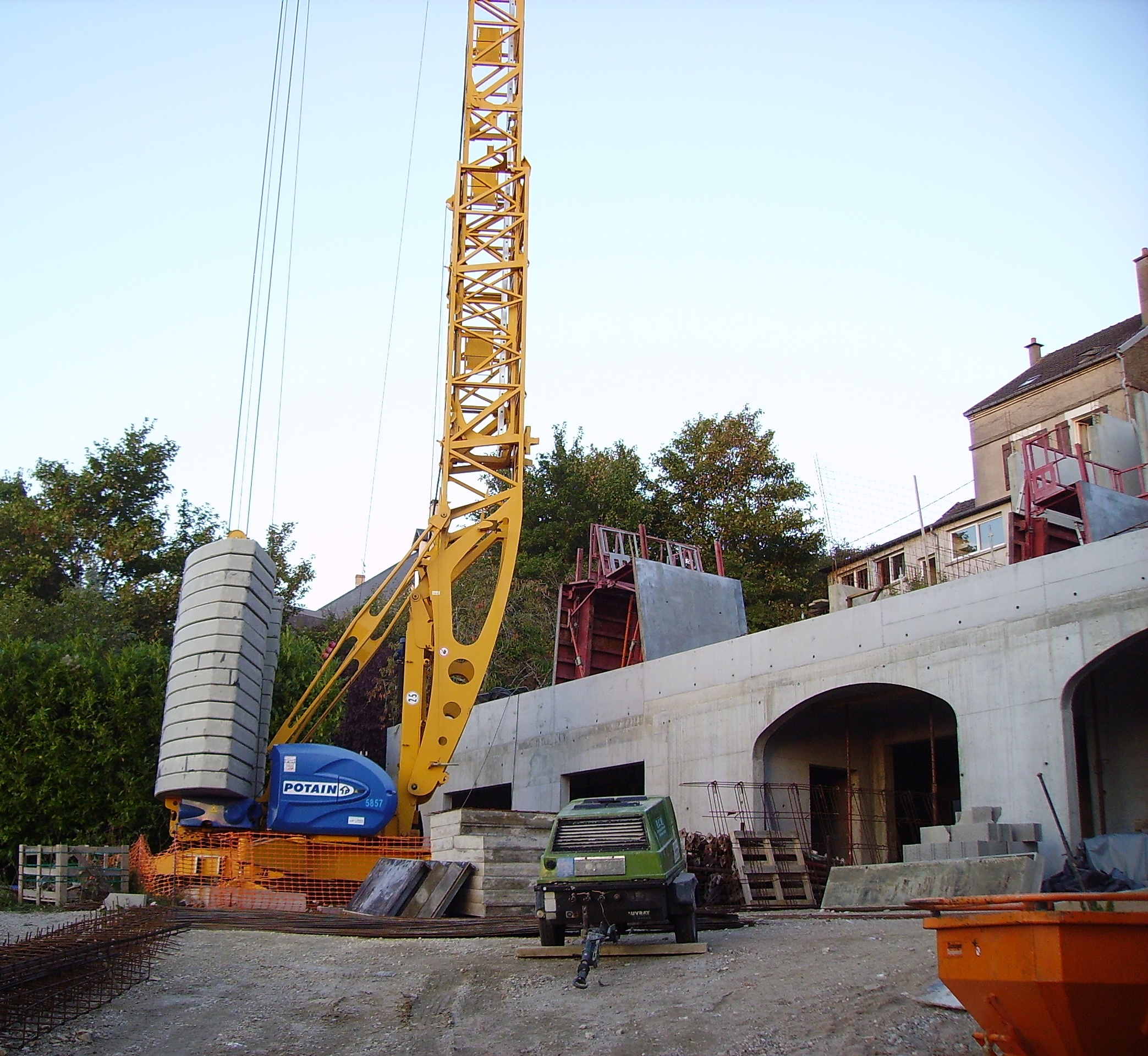
Une grue à montage rapide (GMR).

Les différents types de grues à tour sont :
- la famille des grues à montage par éléments (dite GME) avec flèche et contre-flèche parmi lesquelles :
  - les grues à tirants (ou appelées à tort « à haubans ») ;
  - les grues sans tirants, de type flat top ou topless ;
  - les grues à flèche relevable (montage en sapine), comme celles parfois surnommées kangaroo cranes[2] utilisées sur la construction de gratte-ciel, dont l’exiguïté du sommet du chantier rend compliqué l'usage de grue à potence horizontale ;
- la famille des grues à montage automatisé (dite GMA) parmi lesquelles :
  - les grues à montage rapide (GMR) de faible capacité et sans hauteur variable ;
  - les grues à tour à montage rapide (GTMR), de plus forte capacité et avec en général la possibilité de rajouter des mâts pour en accroître la hauteur sous crochet.

Les grues à tour se caractérisent principalement par :
- les valeurs caractéristiques de la « courbe de charge » :
  - la charge maximum que peut lever la grue et la portée de la flèche ;
  - la charge en bout ou quelle charge peut lever la grue au bout de sa flèche ;
- des caractéristiques dimensionnelles et physiques de la machine :
  - la longueur de flèche ;
  - la hauteur sous crochet maximum sans ancrage (appelée « hauteur libre ») ;
  - le type de base et son empattement : châssis, ou pieds de scellement ;
  - l'existence d'une translation qui permet à l'ensemble de la grue de rouler sur des rails.

## Grues à tirants et sans tirants

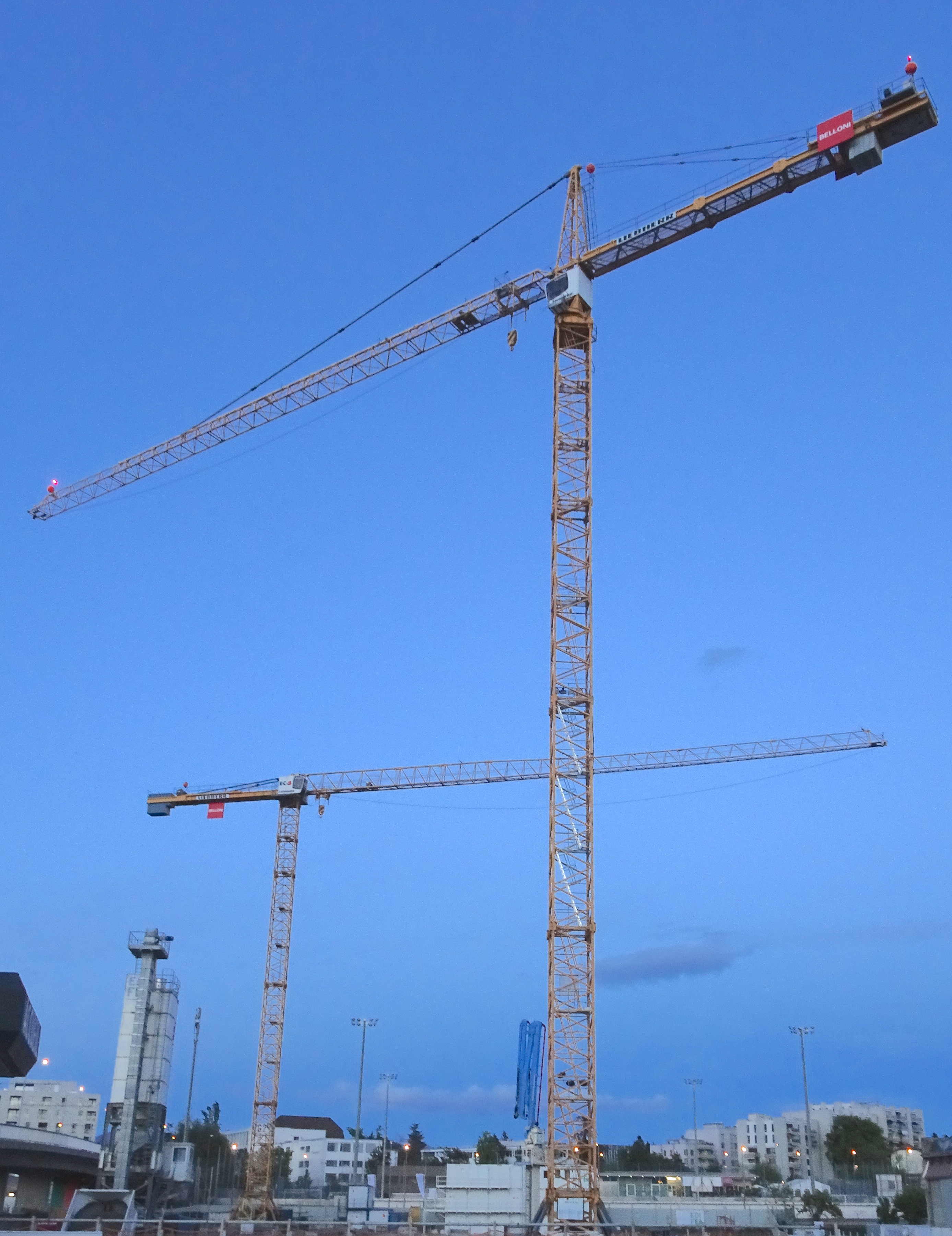
Grues avec et sans tirants.

Depuis quelques années [précision nécessaire] sont apparues des grues sans tirants (flat top ou topless). Elles sont facilement reconnaissables au fait que le dessus est totalement plat (pas de tirants pour soutenir la flèche ou la contreflèche). Contrairement à l'idée reçue, ce modèle de grue n'est pas récent[style à revoir]. Il a été inventé il y une quarantaine d'années[Quand ?], puis totalement oublié pendant vingt ans. Historiquement, les modèles flat top ont été isolés car ces grues soulèvent moins de charge et subissent plus la prise au vent, tout en étant en permanence sous contraintes (compression et flexion même au repos).
Les grues à tirants posent des problèmes d'encombrement et de démontage. La pénurie de grandes grues mobiles (200 t, 400 t…)[réf. nécessaire] et les contraintes urbaines (densité, limitations des emprises de constructions, multiples grues dans la même zone, etc.) ont contribué à la généralisation de l'emploi des grues sans tirants, qui, grâce à des aciers et soudures de meilleure qualité[réf. nécessaire] et l'uniformisation des éléments, permettent des démontages plus rapides avec plus de souplesse (éléments standardisés sur plusieurs modèles). Il est courant de voir des grues aux couleurs multiples (jaune et rouge/blanc), témoin de l'interopérabilité des pièces.

## Montage
- Les GMA ont en général une hauteur fixée, elles se montent en se dépliant. Certaines GMA offrent néanmoins la possibilité d'une hauteur variable grâce à l'ajout de mâts complémentaires (GTMR).
- Les GME ont une hauteur qui dépend du nombre d'éléments assemblés. Elles sont montées, élément par élément, avec l'aide d'une autre grue, soit une grue mobile, soit une grue fixe voisine (les deux grues peuvent ainsi alternativement augmenter la hauteur l'une de l'autre, avec leur flèche mobile en hauteur). Il est possible d'accroître leur hauteur au cours du chantier (pour des ouvrages de grande hauteur : gratte-ciels, pylônes de viaduc) à l'aide d'une cage de télescopage.

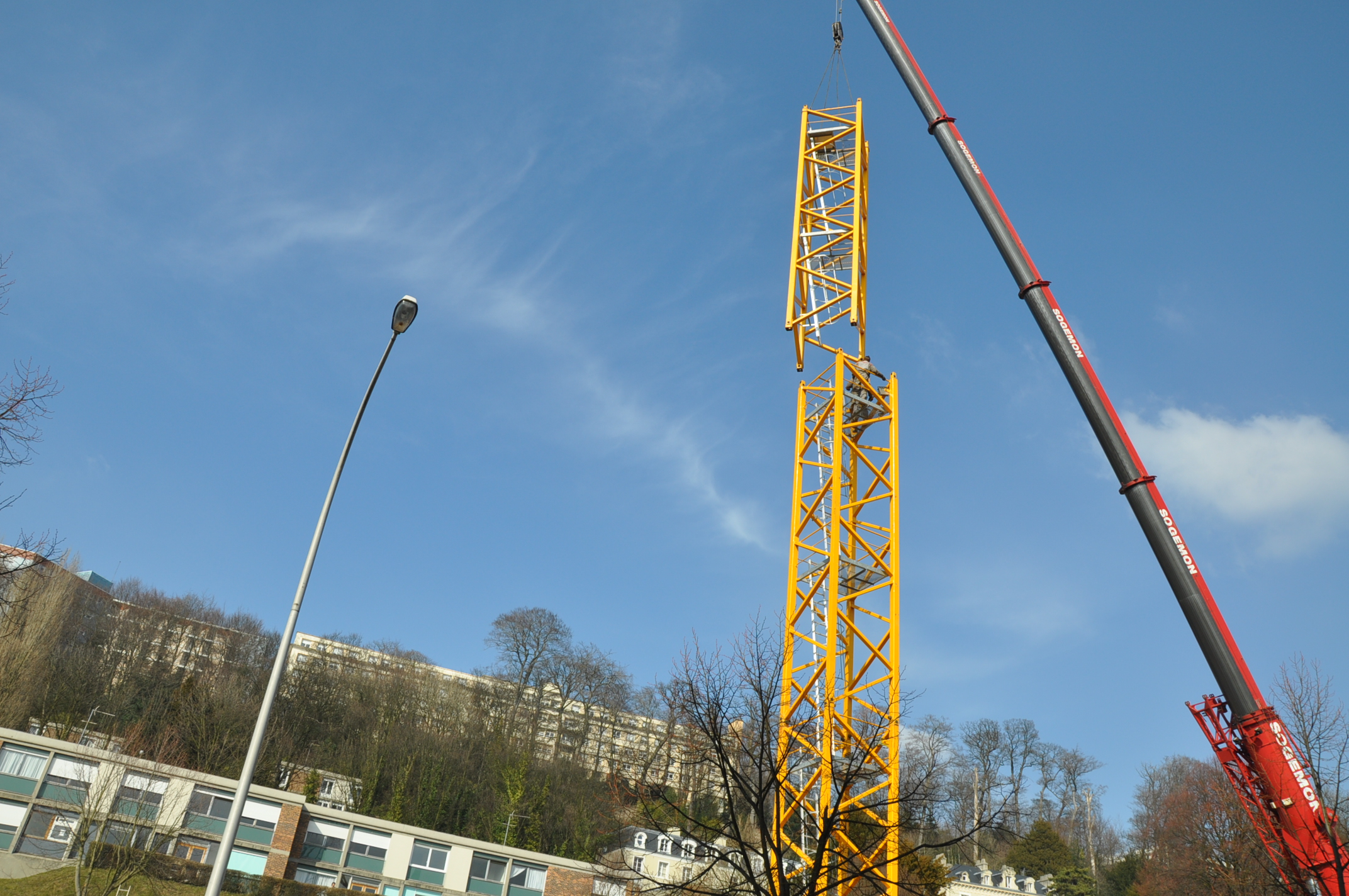
Assemblage à l'aide d'une grue télescopique.
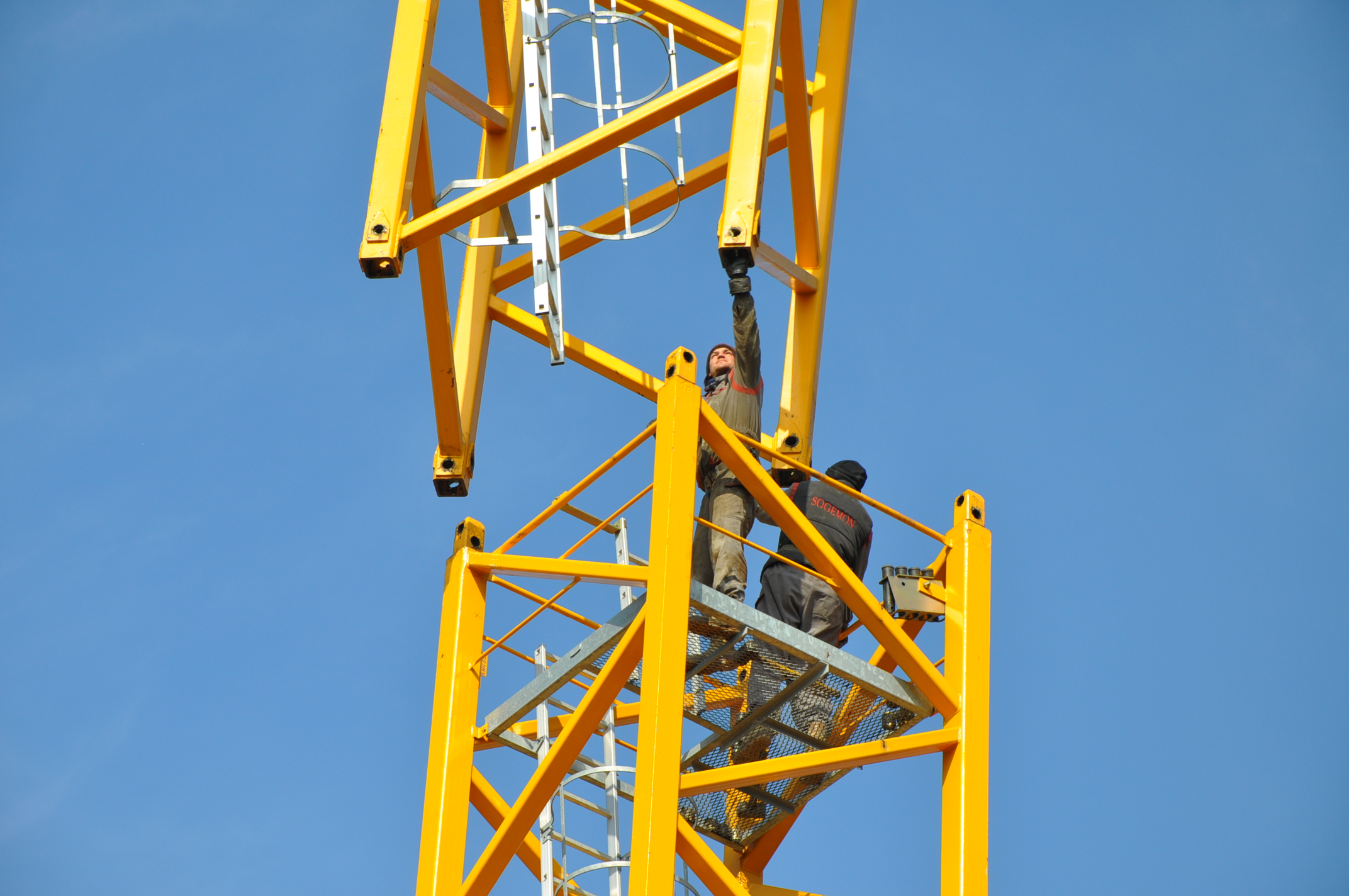
Positionnement des éléments avant emboîtage.
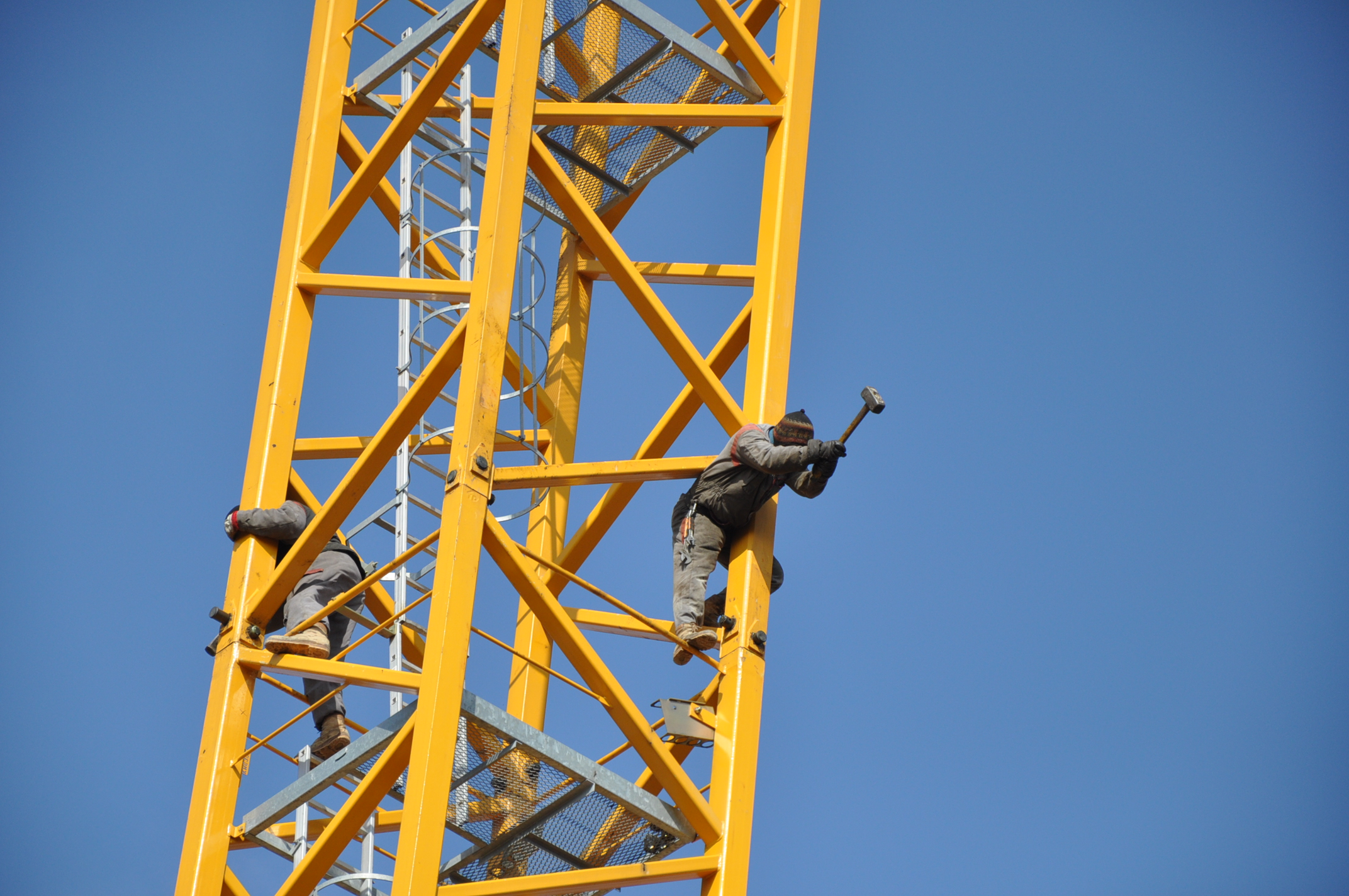
Emboîtage.
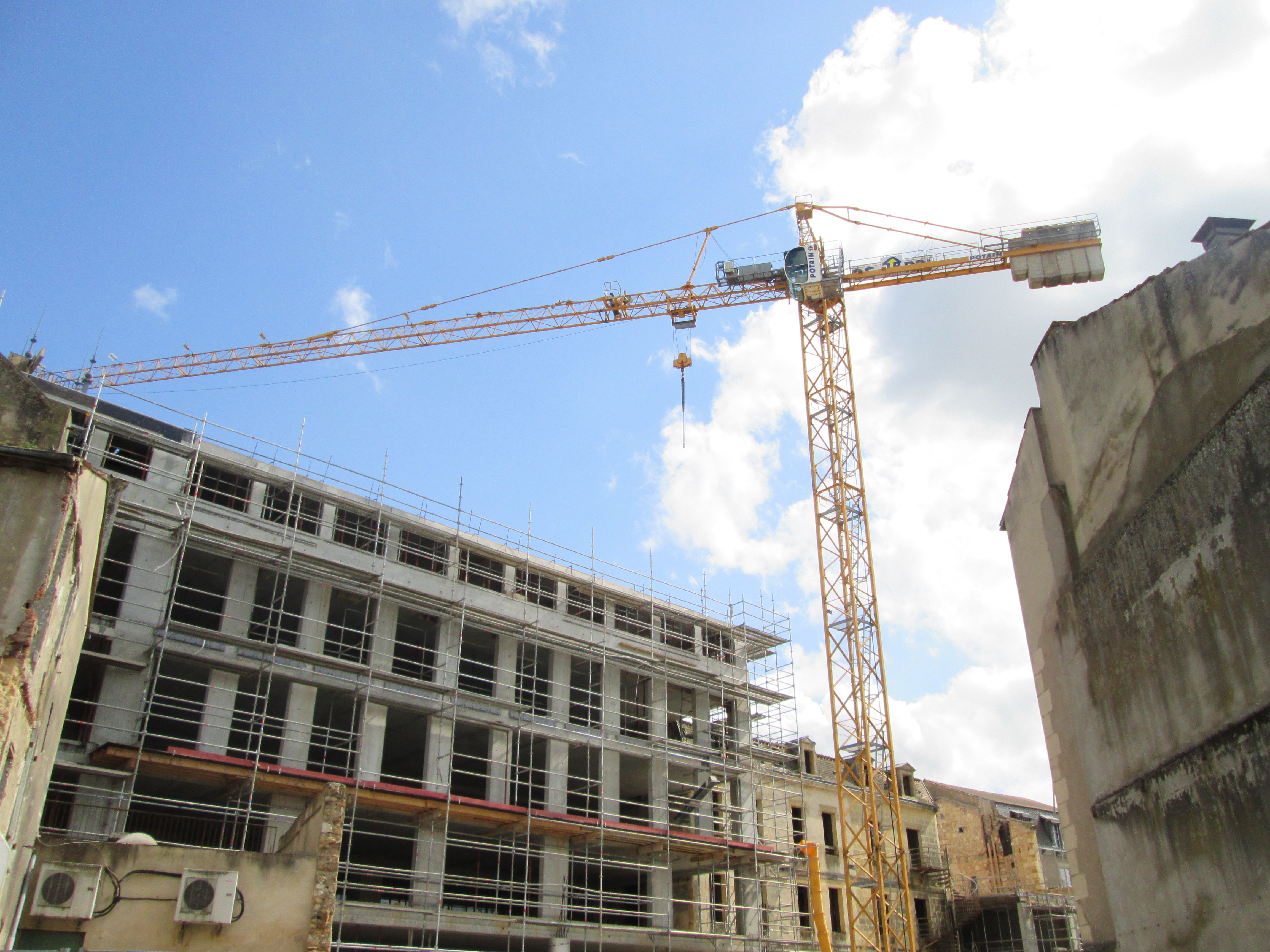
Grue à tour Potain MD 175 B après montage.
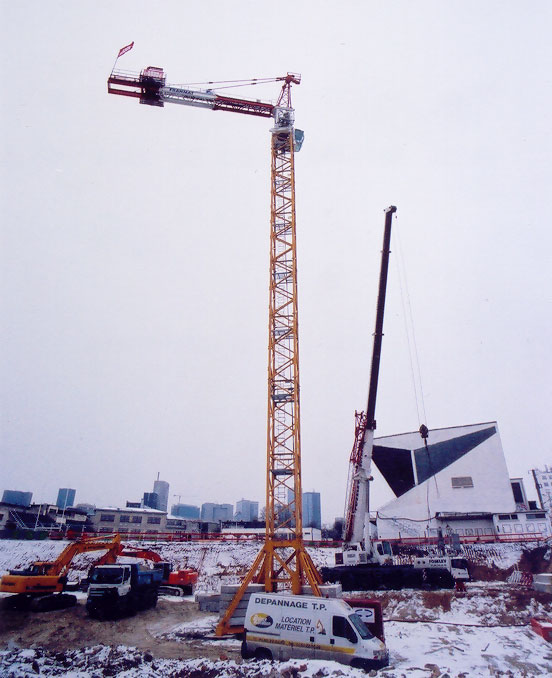
Montage d'une grue à tirants.

## Lestage

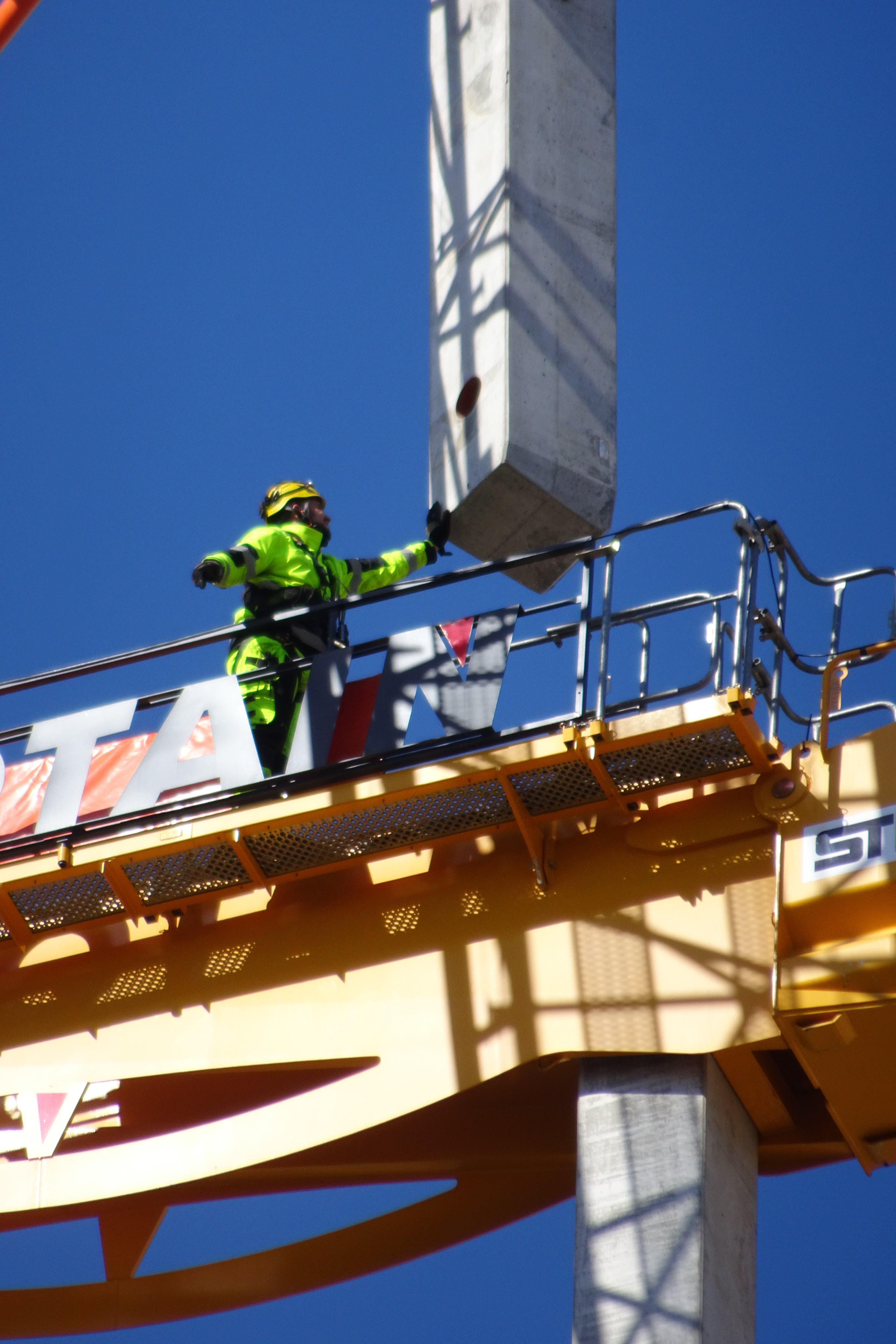
Contrepoids.

Les grues sont toutes lestées à la base (exception faite pour les grues dites à tronçon scellé qui sont directement fixées au sol par une fondation). Ce peut être des poids en béton pour une grue à tour, en métal pour une grue mobile, ou simplement le véhicule lui-même pour une grue auxiliaire. En général, les grues à tour ont aussi un contrepoids en bout de contre-flèche, pour pouvoir assurer leur équilibre.
Les grues mobiles sont auto-lestées, à la fois par le châssis porteur et un contrepoids sur la partie tournante. Selon la capacité de levage de ces machines, des contrepoids additionnels peuvent être mis en place sur la partie tournante, mais doivent être déposés pour circuler sur les voies publiques.
Sur une grue à tour à montage par éléments (GME), on utilise une centaine de tonnes de lest à la base, selon la hauteur sous crochet, et quelques tonnes en bout de contre-flèche selon la longueur de flèche. La valeur du lest de base tient compte de la hauteur de la machine, de son empattement et de l'effet environnemental (vent). Le lest de contre-flèche varie selon la longueur de flèche.
Sur une grue à montage automatisé (GMA), un lest dont la valeur est invariable est disposé sur la partie tournante.

## La sécurité

### Règlementation
En France, tout chantier doit déclarer en mairie ou en préfecture (Paris) l'emplacement où la grue sera montée. Pour des conditions sécurité au travail, les grues sont montées, puis vérifiées par une personne qualifiée selon l'arrêté du 1er mars 2004. Les certificats de formation sont vérifiés et le grutier subit un examen médical. En outre, il doit être en possession d'une autorisation de conduite, basée sur cette aptitude médicale et le certificat de formation comme le certificat d'aptitude à la conduite en sécurité (CACES). Lors de l'installation, on définit s'il y a lieu, les interférences, pour empêcher deux grues d'entrer en collision ou plus simplement éviter que la grue passe en dehors de l'emprise du chantier, en charge.

### Prise au vent
Les grues sont conçues pour soulever de lourdes charges, verticalement. Elles sont en revanche sensibles aux forces latérales, surtout si elles sont exposées au vent sur toute la  longueur de leur flèche. Avant toute installation d'une grue, une étude environnementale est réalisée. 
L'étude environnementale consiste à s'assurer que les caractéristiques de la grue que l'on a choisi de monter soient bien en adéquation avec l'environnement géographique du lieu d'installation. L'étude tient compte de la nature du relief (plaines, zones de montagne, milieu urbain, etc.) mais aussi de l'édifice à construire. Les grues sont équipées de plaques de dérive. Les plaques de dérive et panneaux publicitaires (pratique courante) se comportent comme des voiles et augmentent la prise au vent. Toutefois, cette prise au vent est nécessaire lorsque la grue n'est plus utilisée pour permettre son positionnement automatique dans le sens du vent, on dit alors que la grue est en girouette. De par leur envergure et leur taille, les grues sont dangereuses sur un grand périmètre. Il faut donc protéger l'espace par des mesures simples[Lesquelles ?]. De plus, toute grue doit obligatoirement disposer d'un dispositif d'information sur la vitesse du vent (anémomètre). Cet appareil indique la vitesse du vent en km/h, sur un écran appelé boîtier d'aide à la conduite. Une pré-alarme est notifiée à 50 km/h, avec feux à éclats de couleur orange. Le travail est autorisé, mais il faut tenir compte de la surface des éléments levés à la portée considérée. L'alarme est notifiée à 72 km/h, avec feux à éclats de couleur rouge et sirène. Le travail de la grue est interdit dès que la vitesse du vent atteint 72 km/h.
Après l'utilisation d'une grue, il faut :
- remonter le crochet absolument vide ;
- mettre le chariot en pied de flèche ;
- mettre la grue en girouette.

Pour mettre une grue en girouette, il faut soit tourner une petite manivelle située au niveau des moteurs pour faire pivoter la grue, soit agir sur une commande électrique qui assurera la mise en girouette ; la deuxième solution étant maintenant la plus courante.

### Électronique et évolutions

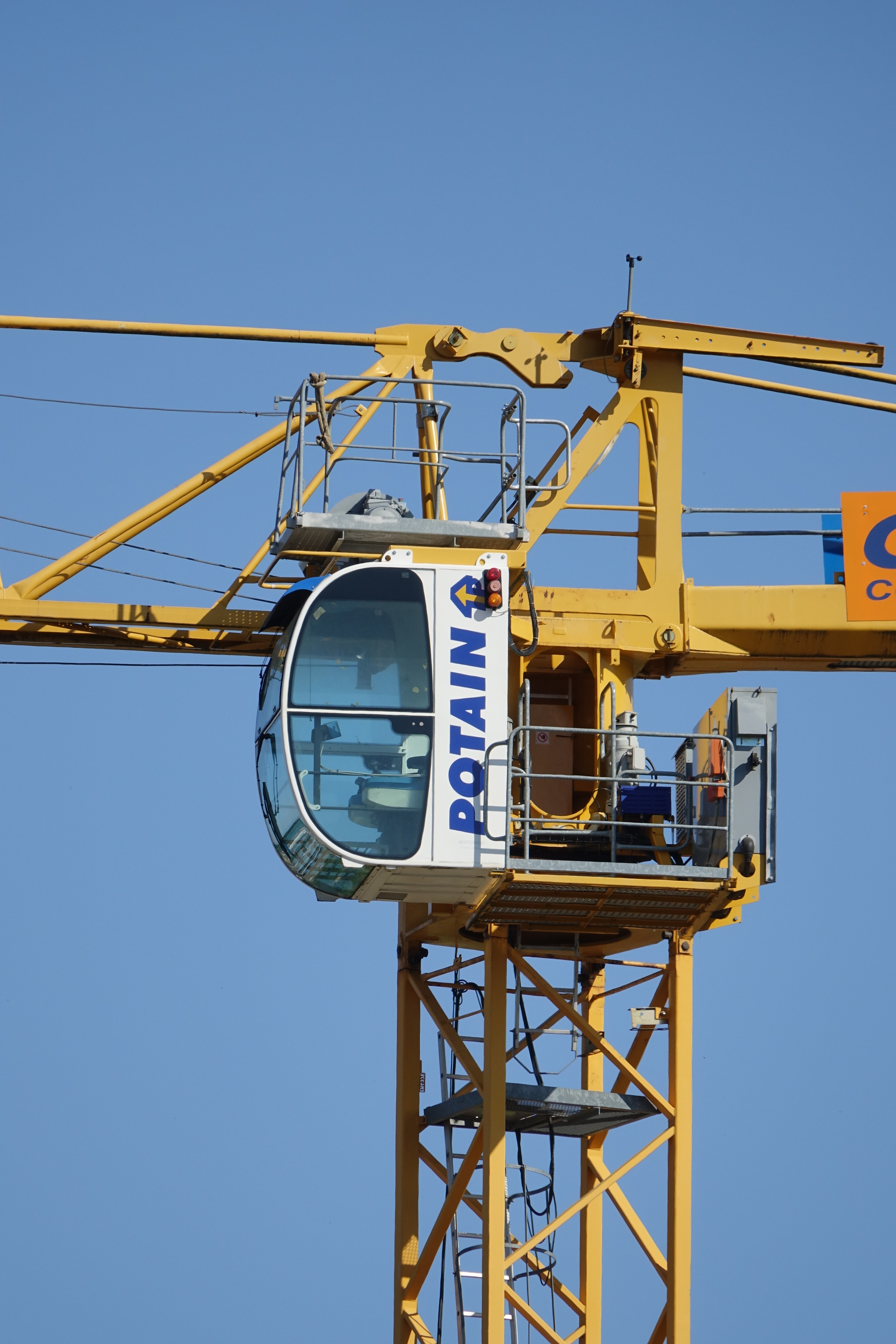
Cabine de grue Potain (2020).

Les grues modernes intègrent de plus en plus l'assistance électronique. L'effet immédiat est l'augmentation de la sécurité, conjugué à celui des performances de levage[réf. nécessaire].
Les grues peuvent être équipées de systèmes d'assistance ou de contrôle tels que :
- une caméra au sol et un boîtier d'aide à la conduite en cabine pour améliorer la précision du grutier. Un écran affiche la charge autorisée, la charge effectivement levée, le pourcentage de moment de renversement, la portée, la hauteur sous crochet, etc. ;
- un contrôle électronique du treuil avec accélérations progressives ;
- un contrôle et une limitation automatique du moment de charge en fonction de la position du chariot  sur la flèche ;
- un contrôle de la charge maximum du treuil ;
- une alerte automatique en cas de vent violent ;
- un dispositif anticollision ou limiteur de zone de survol en charge[5] ;
- une liaison radio.

## Records
La grue à tour la plus puissante au monde a été construite par la société danoise Kroll. Fabriquée sous la référence K-10000, elle présente les caractéristiques suivantes :
- une hauteur libre de 84 m ;
- une portée de 82 m ;
- un empattement à la base de 18 m ;
- une charge maxi de 240 t levée à 44 m ;
- une charge maxi en bout de flèche de 120 t ;
- les mâts ont une section de 8 m x 8 m.

## Galerie de photographies

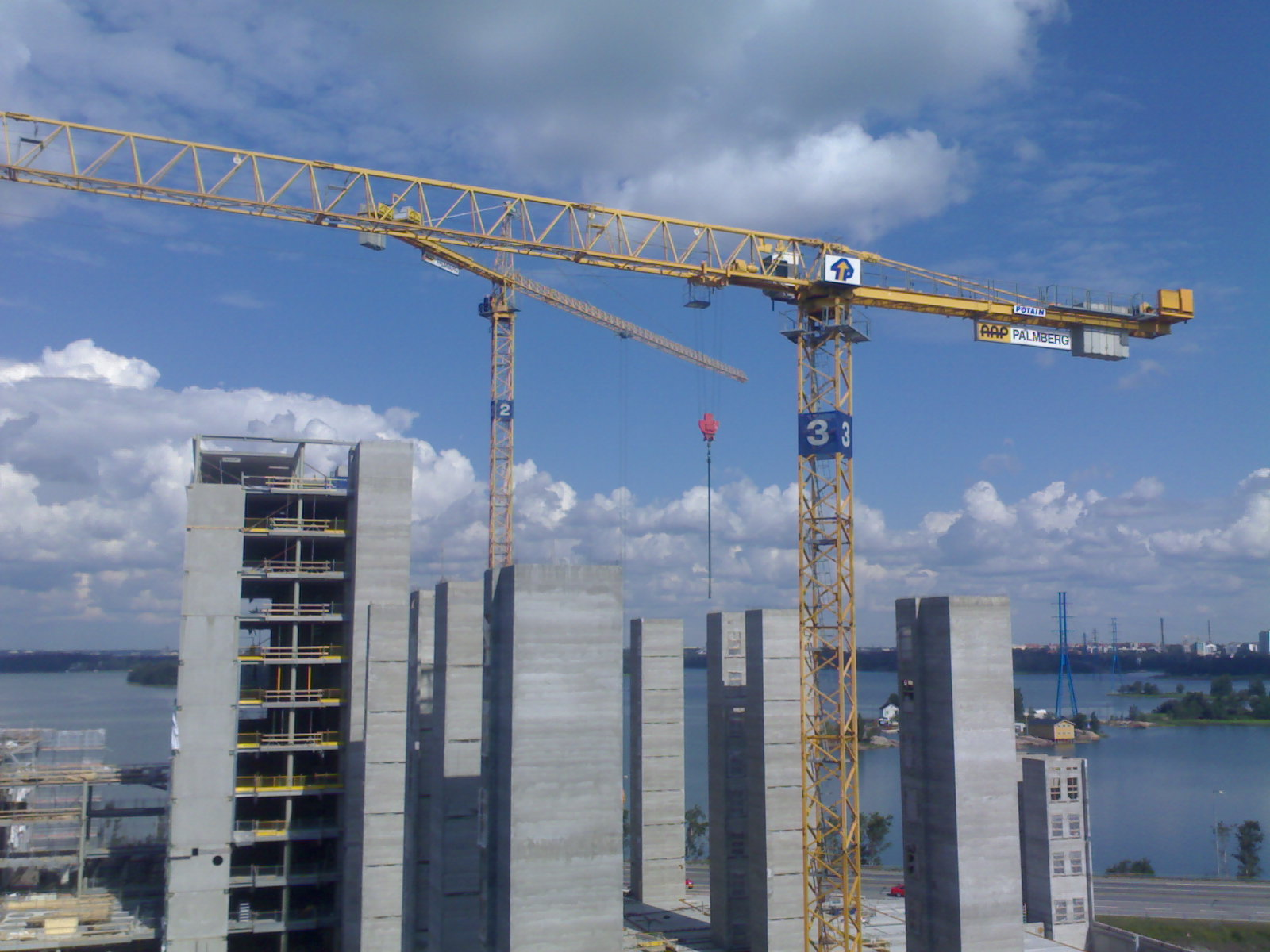
Grue à tour  sans tirants dite flat top ou topless.
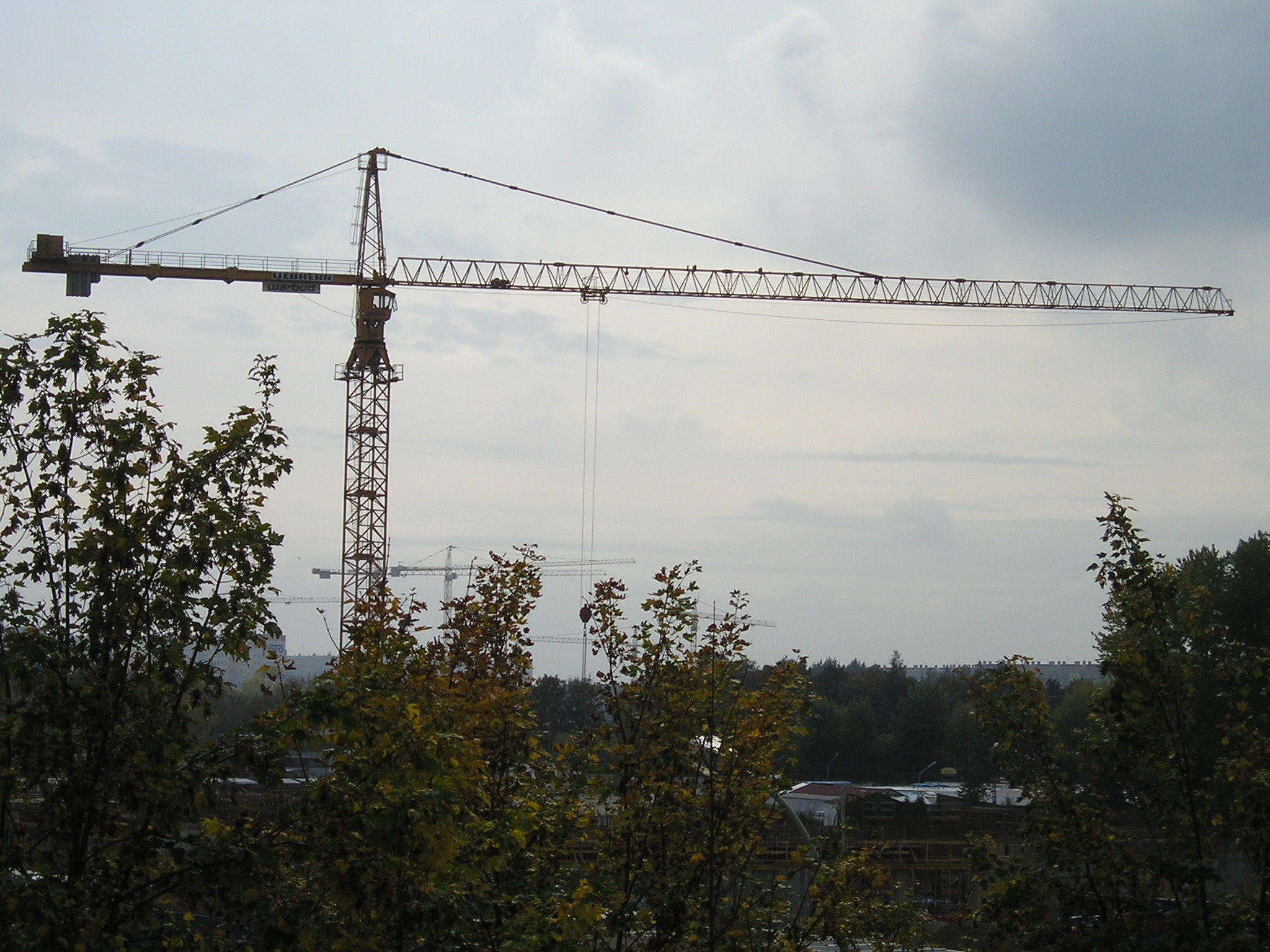
Grue à tour à tirants.
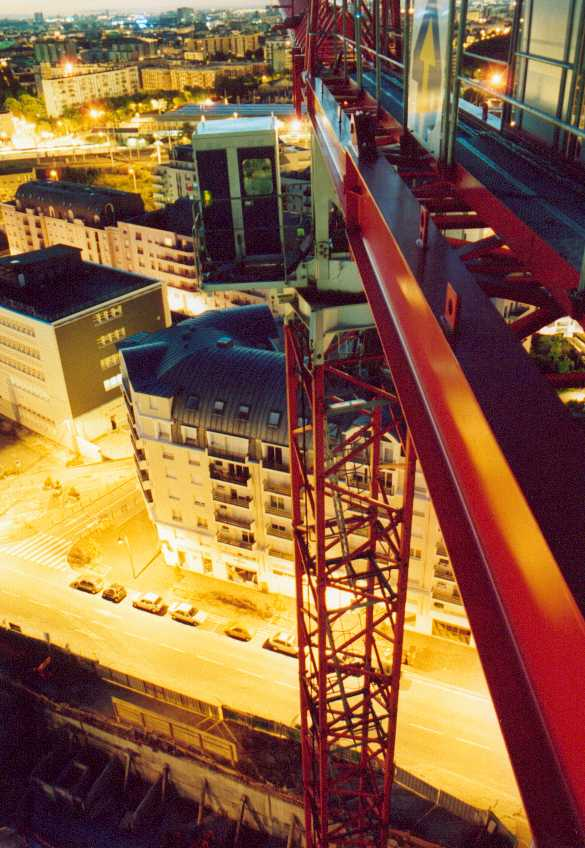
Vue d'une grue flat top de la contre-flèche.
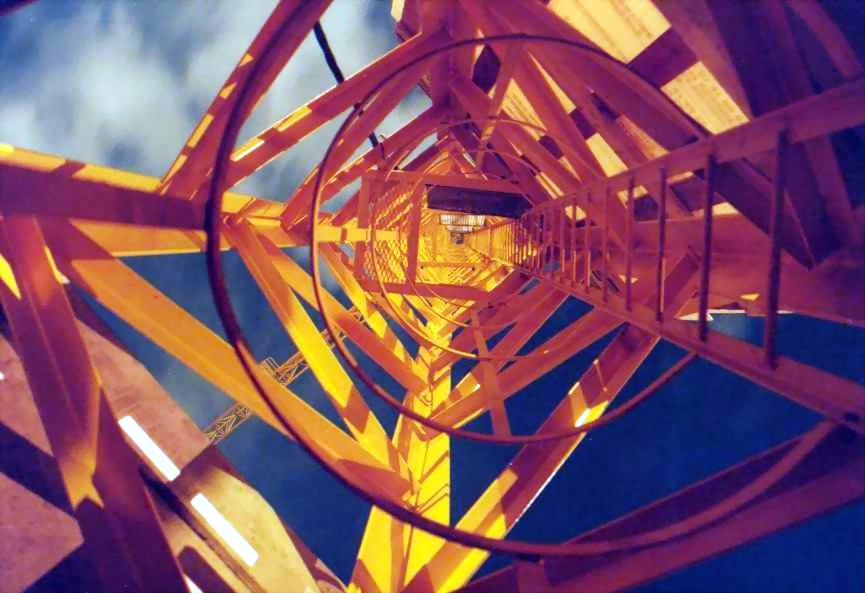
Sur l'échelle.
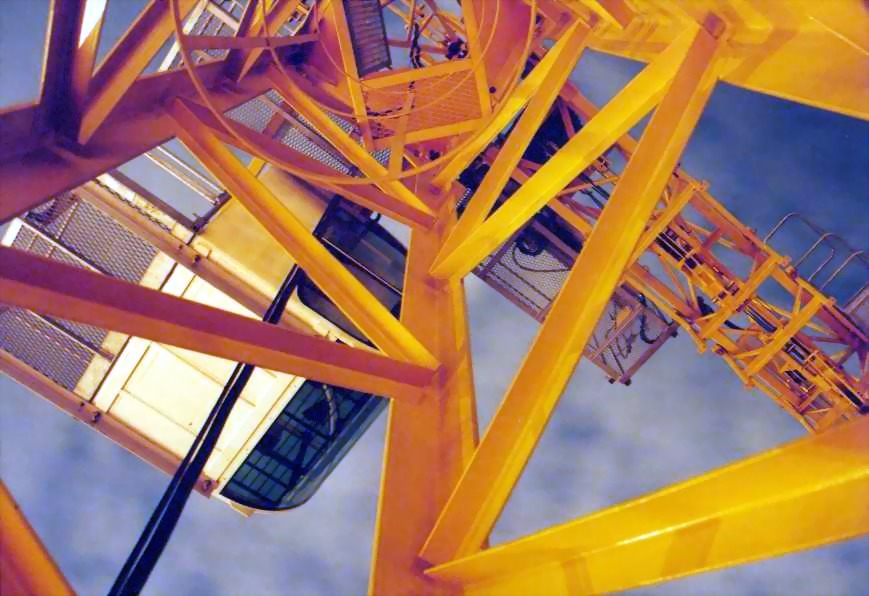
Sous la cabine.
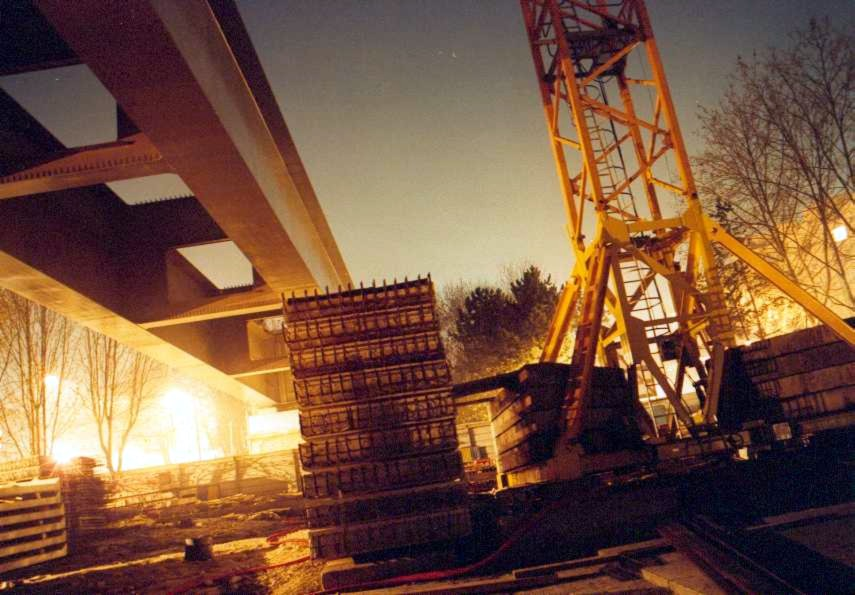
Lest au pied de la grue.
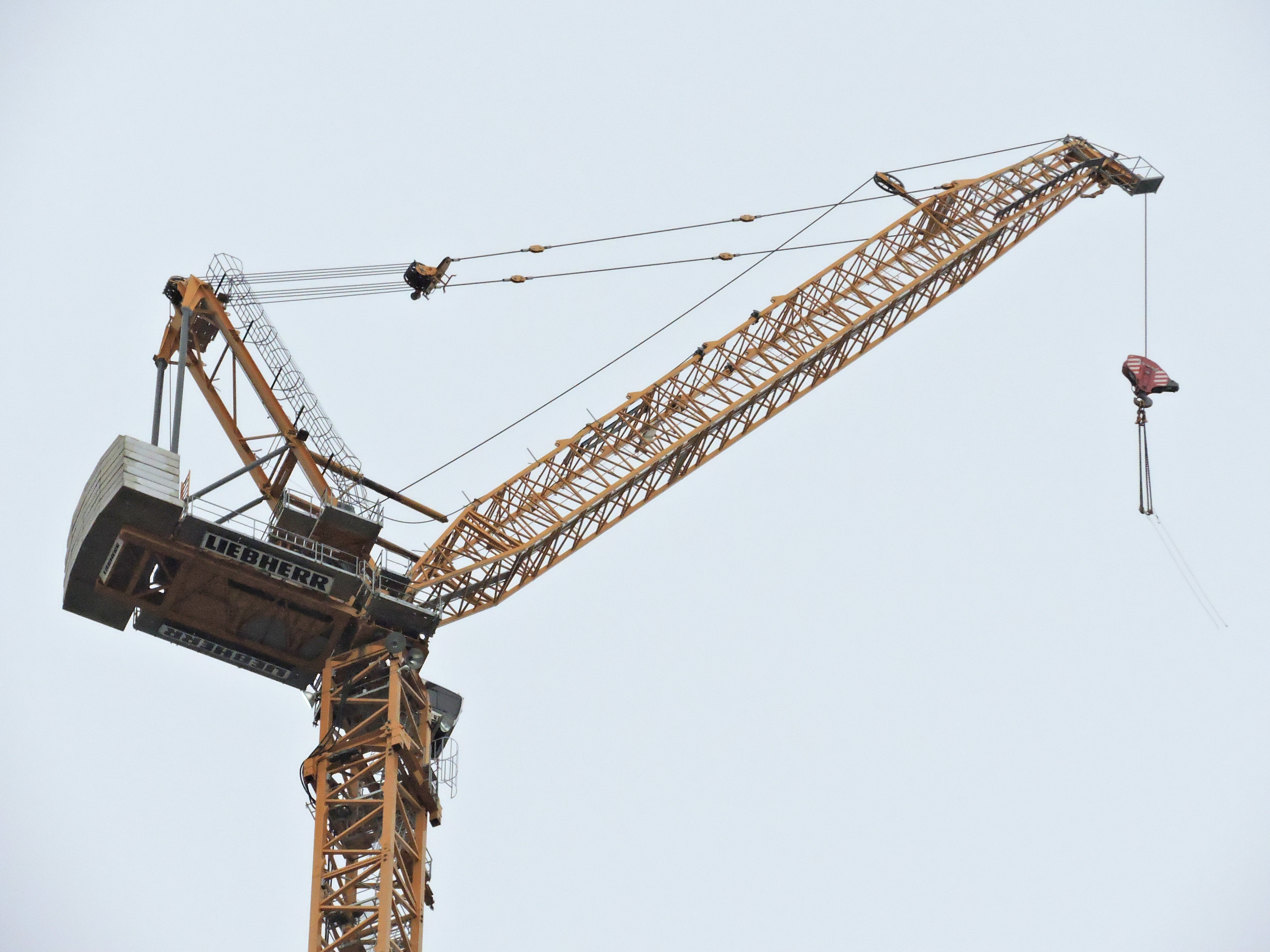
Grue à tour.